# 普馬卡卡山
14°00′53″S 71°17′22″W / 14.01472°S 71.28944°W
普馬卡卡山（Puma Qaqa），是秘魯的山峰，位於該國南部庫斯科大區，由坎奇斯省的切卡庫佩區和皮圖馬卡區負責管轄，屬於安地斯山脈的一部分，海拔高度約4,800米。